# شريان قاعدي
الشريان القاعدي (بالإنجليزية: Basilar artery) هو شريان يغذي الدماغ بالدم الغني بالأكسجين. الشريانان الفقريان والشريان القاعدي يكونان ما يسمى بالجهاز الفقري القاعدي الذي يغذي الجزء الأسفل من دائرة ويليس ويتفاغر مع الأوعية الدموية في الجزء الأمامي من دائرة ويليس من الشريانين السباتيين الباطنين.

## التركيب
ينشأ الشريان القاعدي نتيجة اتحاد الشريانيين الفقريين عند نقطة قاعدة النخاع المستطيل بين العصبي المبعدين «العصب السادس من الأعصاب القحفية».
يصعد لأعلي في الثلم القاعدي لجسر فارول ثم ينقسم عن نقطة الوصل بين جسر فارول والدماغ المتوسط إلى الشريانين المخيين الخلفيين.
تشمل فروعه الآتي:
- شريان مخيخي سفلي أمامي
- الشريان السمعي
- الشرايين الجسرية
- الشريان المخيخي العلوي